# Kitsissuarsuit Helistop
Kitsissuarsuit Helistop (IATA: , ICAO: BGKT) er en grønlandsk flyveplads beliggende i Kitsissuarsuit (Hunde Ejlande) med et græslandingsområde på 18 m x 27 m. I 2008 var der 76 afrejsende passagerer fra flyvepladsen fordelt på 31 starter (gennemsnitligt 2,45 passagerer pr. start).
Kitsissuarsuit Helistop drives af Mittarfeqarfiit, Grønlands Lufthavnsvæsen. Statens Luftfartsvæsen fører tilsyn med flyvepladsen.

## Eksterne links
- AIP for BGKT fra Statens Luftfartsvæsen Arkiveret 24. februar 2012 hos  Wayback Machine